# 愛はクロスオーバー
『愛はクロスオーバー』（あいはクロスオーバー）は、1987年11月14日に公開された日本映画。100分、カラー。
フォーミュラ3レースを舞台とした男女のラブロマンスドラマである。稲垣潤一の楽曲が全編で使われる音楽性を重視した映画。

## あらすじ
トッブレーサーの伊佐山亘がレース中事故死してから7年がたった。妻の岡崎麻子は雑誌記者として働きながら、一人娘の百合を育ててきた。伊佐山の仲間だった多田圭一は今でもレースに対する情熱を失っていない。チューニング工場を経営しながら若いドライバーのユウジと共に自分のチーム“チョイス”を育てている。
ある日、チョイスのマシンが火を吹いた。多田の妹・めぐみがやっている向かいの喫茶店にいた男が消火を手伝ってくれたので、マシンはなんとか無事で済んだ。その男は梶山潤といい、かつてはレーサーで伊佐山の事故を引き起こした本人だった。償いの意味で彼はレーサーを引退し今はスナックのマスターをしている。また「JK」のイニシャルで、遺児となった百合にクリスマスプレゼントや手紙を送り続けていた。
メカに詳しく頼もしい梶山にユウジやめぐみは親しみを感じ、百合もなついていく。多田も彼の力量を認め、一週間だけマシンの修理に協力してくれるよう頼んだ。麻子はなぜ今ごろになって梶山が現われたのか戸惑ったが、実は百合のほうが手紙で呼び出していたのだ。子供心に百合は自分の父を死なせた男に一度は会ってみたいと思っていたのだ。その一方で梶山の恋人・元木理恵は彼の過去にばかりこだわる性格に業を煮やしていた。
多田は秋のレースに賭けていたが莫大な借金を抱えており、出場が危くなった。梶山は多田の情熱に心を動かされ、友人でトップレーサーの国枝にチョイスへの資金援助を頼んだ。しかし、彼が提示した条件は梶山がレーサーとしてカムバックすることだった。梶山は出場することを決意するが、多田は頑として援助を受けつけない。それは今まで国枝を敵視してきたからで、彼のプライドが許さないのだ。しかし、これはチョイスの将来のためでもあり、多田ひとりの問題ではなかった。麻子は多田のことを思い説得する。
伊佐山の死後、二人はお互いに愛を感じながら仕事のために自分を犠牲にしてきた。麻子の思いやりに多田も心を動かし、チョイスはレースに向けてスパート。レース当日、サーキットは興奮につつまれ、梶山のマシンは皆の夢を乗せて7年ぶりにスタートした。

## スタッフ
- 監督：栗原剛志
- 主題歌：稲垣潤一「君のためにバラードを」
  - 挿入歌：（全て稲垣潤一）「April」
    - 「夏の行方」
    - 「ブルージン・ピエロ」
    - 「愛は腕の中で」
    - 「振り向いたときそこに見える階段を数えたことがあるだろうか」
    - 「夏のクラクション」
    - 「Long after midnight（インスト）」
    - 「Jの彼女」
    - 「ドラマティック・レイン」
    - 「だけど悲しくて」
    - 「バチェラーガール（インスト）」
    - 「1ダースの言い訳」
- 脚本：長瀬未代子
- 原案：岡田麻子
- 音楽：重実博
- 撮影：川上皓市
- 美術：寒竹恒雄、及川一
- 照明：佐藤譲
- 編集：市原啓子
- 記録：八巻慶子
- 助監督：新井慎一
- 製作担当：船津英恒
- 録音：久保田幸雄、川嶋一義、栗林豊彦
- 整音：辻井一郎
- 音響効果：帆苅幸雄
- ダンシングアドバイザー：青樹りょう
- ドッグトレーナー：多治見薫
- カメラカー：日本レーシングマネージメント
- レーシングアドバイザー：辻本征一郎
  - レーシングコーディネーター：鈴木修二
  - テクニカルアドバイザー：川端康、諏訪園俊幸
  - レーシングドライバー：兵頭秀二、木下隆之
  - レースシーン協力：ノバ・エンジニアリング、東名スポーツ、KM2モータースポーツ、レイトンハウス、Creative Agencyジュライナイン、アズールスポール、ル・ガラージュCOXレーシングチーム、Team Kitamura
- 協力：日産自動車、ニッサン・モータースポーツ・インターナショナル、ニッサンスポーツカークラブ（SCCN）、日本モーターレーシングセンター、仙台ハイランドレースウェイ、クラリオン、三洋電機　ほか
- タイトル：デン・フィルムエフェクト
- MA：アオイスタジオ
- 現像：東映化学
- 企画・製作者：前田勝弘、小野英生、新田和長
- 製作：幻燈社、オー・エンタープライズ、ファンハウス
- 配給：東映クラシックフィルム

## キャスト
- 名取裕子：岡崎麻子
- 永島敏行：梶山潤
- 平田満：多田圭一
- 稲垣潤一：国枝修二
- 田中美佐子：元木理恵
- 織田裕二：河村ユウジ
- 川島みき：多田めぐみ
- 吉沢梨絵：岡崎百合
- 夏木陽介（友情出演）
- 山谷初男（友情出演）
- 阿木燿子（友情出演）
- 飯島大介
- 佐藤幸雄
- 二家本辰巳
- 吉田淳
- 新井今日子

## 製作
製作の一つ、幻燈社は東陽一監督と本作の企画・プロデューサーに名を連ねる前田勝弘が1977年に作った映画の制作委託、下請け会社。監督の栗原剛志は東監督の『もう頰づえはつかない』『四季・奈津子』『化身』でチーフの助監督を務めていた。
主演・名取裕子は、吉原遊女（『吉原炎上』）から一転、現代的キャリアウーマンを熱演。

## 興行
同じ幻燈社製作の『アラカルト・カンパニー』と二本でセット配給。1980年代の幻燈社と東映の一連のコラボが、比較的上手くいったことからの製作配給と見られる。都内新宿・渋谷・銀座他、東映洋画系劇場7ヵ所以上で公開。配収1億円。同時期に同じ東映洋画系劇場で公開された『卒業プルーフ』は新宿東映ホール1一館のみの公開。東映本番線は『別れぬ理由』の一本立て。